# 尼氏征
尼氏征（Nikolsky's sign）又称棘层松解征，是某些皮肤病发生棘层松解时的触诊表现，可有四种阳性表现，是皮肤科常见触诊项目之一。

## 阳性表现
- 手指挤压水泡一侧，水泡沿推压方向移动
- 手指轻压疱顶，疱液向四周移动
- 稍用力在外观正常皮肤上推擦，表皮即脱落
- 牵扯已破损的水泡壁时，可见水泡周边的外观正常皮肤一同脱落